# Харон от Лампсак
Вижте пояснителната страница за други личности с името Харон.
Харон от Лампсак е древногръцки историк и писател от 5 в. пр.н.е. Смятан е за предшественик на Херодот, от когото се различава по архаичния си изказ. От съчиненията на Харон са запазени само фрагменти, цитирани в енциклопедия „Суда“ и от други антични автори. Тези откъси позволяват да се съди за интереса на Харон към анекдотичното в историята, както и че акцентира основно на локални легенди.